# Thompsoniana magnifica
Thompsoniana magnifica là một loài bọ cánh cứng trong họ Cerambycidae.